# Lila turako
Lila turako (Tauraco violaceus) är en fågel i familjen turakor inom ordningen turakofåglar.

## Utbredning och systematik
Fågeln förekommer från södra Senegal och Gambia till nordvästra Kamerun, södra Tchad och Centralafrikanska republiken.

### Släktestillhörighet
Arten placeras traditionellt i Musophaga, men genetiska studier visar att det släktet är inbäddat i Tauraco.

## Status
IUCN kategoriserar arten som livskraftig.